# Natrijev hidroksid
Natrijev hidroksid, znan tudi kot lužni kamen in kavstična soda, je kemična spojina s formulo NaOH. Je bela trdna ionska spojina, sestavljena iz natrijevih kationov Na+ in hidroksidnih anionov OH−. 
Natrijev hidroksid je zelo bazičen. Proteine razgrajuje že pri sobni temperature in lahko povzroči nevarne kemične opekline. Zelo dobro je topen v vodi in absorbira vlago in ogljikov dioksid iz zraka. Z vodo tvori niz hidratov s formulo NaOH.nH2O. Monohidrat NaOH.H2O kristalizira iz vodnih zaztopin med 12,3 in 61,8 °C. Trgovski "natrijev hidroksid" je pogosto monohidrat, njegova deklaracija pa se pogosto nanaša na brezvodno spojino. NaOH je eden od najenostavnejših hidroksidov, ki se pogosto uporablja za nevtralizacijo vode in raztopin klorovodikove kisline pri laboratorijskih demonstracijah in razlagah pH.
Natrijev hidroksid ima široko industrijsko uporabnost v proizvodnji celuloze in papirja, tekstila, pitne vode, mila in detergentov in čiščenju odplak. Svetovna proizvodnja natrijevega hidroksida leta 2010 je znašala približno 60 milijonov ton.

## Lastnosti

### Fizikalne lastnosti
Čist natrijev hidroksid je brezbarvna kristalinična trdnina s tališčem 318 °C, pri katerem ne razpada, in vreliščem 1388 °C. V vodi je zelo dobro topen. V manj polarnih topilih, kot sta etanol in metanol je manj topen. V etru in drugih nepolarnih topilih je netopen. 
Raztapljanje natrijevega hidroksida v vodi  je zelo eksotermna reakcija, podobna raztapljanju žveplove kisline. Velika količina sproščene toplote lahko povzroči brizganje in ogroža varnost. Nastala raztopina je praviloma brez barve in vonja. V stiku s kožo postane spolzka zaradi umiljenja naravnih olj kože.

#### Viskoznost
Koncentrirana 50% vodna raztopina natrijevega hidroksida ima pri sobni temperaturi  dinamično viskoznost 78 mPa•s, ki je mnogo večja od viskoznosti vode (1 mPa•s) in zelo podobna viskoznosti oljčnega olja (85 mPa•s). Viskoznost je obratno sorazmerna s temperaturo, se pravi, da z naraščajočo temperaturo pada in obratno. Viskoznost igra pomembno neposredno vlogo v njenih rabi in skladiščenju.

#### Hidrati
Natrijev hidroksid lahko tvori več hidratov NaOH•nH2O, kar ima za posledico kompleksen topnostni diagram, ki ga je podrobno opisal S.U. Pickering leta  1893. Znani hidrati in približna območja temperatur in koncentracij (masni odstotek NaOH) njihovih nasičenih vodnih raztopin so:
- Heptahidrat, NaOH•7H2O: od -28 °C (18,8%) do −24 °C (22.2%).[10]
- Pentahidrat, NaOH•5H2O: od −24 °C (22,2%) do  −17,7 (24,8%).[10]
- Tetrahidrat, NaOH•4H2O, α oblika: od  −17,7 (24,8%) do +5,4 °C (32.5%).[10][11]
- Trihemihidrat, NaOH•3,5H2O: od +5.4 °C (32,5%) do +15,38 °C (38,8%) in nato do +5,0 °C (45,7%).[5][10]
- Trihidrat, NaOH•3H2O: metastabilen.[10]
- Dihidrat, NaOH•2H2O: od +5,0 °C (45,7%) do +12.3 °C (51%).[5][10]
- Monohidrat, NaOH•H2O: od +12,3 °C (51%) do 65,10 °C (69%) nato do 62,63 °C (73,1%).[10][12]

Zgodnja poročila so omenjala tudi hidrate z n=0,5 ali n=2/3, kasnejše raziskave pa njihovega obstoja niso potrdile.
Edina hidrata s stabilnim tališčem sta NaOH•H2O (65,10 °C) in NaOH•3,5H2O (15,38 °C). Drugi hidrati, razen metastabilnih NaOH.3H2O in  NaOH.4H2O (β) lahko kristalizirajo iz raztopin z ustrezno sestavo. Raztopine NaOH se zlahka podhladijo za več stopinj, kar omogoča tvorjenje hidratov, vključno z metastabilnima, iz raztopin z različnimi koncentracijami.
Primer: če se raztopino NaOH in vode z molskim razmerjem 1:2 (52,6% NaOH) ohladi, začne pri približno 22 °C kristalizirati monohidrat pred dihidratom.   Če se raztopino zlahka podhladi na  −15 °C, lahko hitro kristalizira kot dihidrat. S segrevanjem se trdni dihidrat pri 13,35 °C stali neposredno v raztopino, pri čemer se pogosto razgradi v trdni monohidrat in tekočo raztopino. Hidrat z n=3,5 je težko kristalizirati, ker se mora raztopino podhladiti do te mere, da postanejo bolj stabilni drugi hidrati.
Vroča vodna raztopina, ki  vsebuje 73,1 masnih % NaOH, je evtektik, ki se strdi pri približno 62,63 °C kot intimna zmes brezvodnih in monohidratnih kristalov.
Drugi stabilen evtektik vsebuje 45,4% NaOH in se strdi pri približno 4,9 °C v zmes kristalov dihidrata in 3,5-hidrata.
Tretji stabilni evtektik vsebuje 18,4% NOH. Strdi se pri približno −28.7 °C kot zmes vodnega ledu in heptahidrata NaOH•7H2O.
Če se ohlajajo raztopine z manj kot 18,4% NaOH, najprej kristalizira vodni led, NaOH pa ostane v raztopini.
α oblika tetrahidrata ima gostoto 1,33 g/cm3. Pri 7,55 °C se delno stali v rekočino s 35,7% NaOH in gostoto 1,392 g/cm3,  zato plava, podobno kot led na  vodi. Pri približno 4,9 °C se stali v zmes trdnega NaOH•3,5H2O in tekoče raztopine.
β oblika tetrahidrata je metastabilna in se pri podhladitvi pod −20 °C pogosto spontano pretvori v α obliko. Ko se proces začne, je eksotermna pretvorba končana v nekaj minutah, pri čemer se volumen trdne snovi poveča za 6,5%.  β oblika lahko kristalizira iz podhlajenih raztopin pri −26 °C in se delno tali pri −1.83 °C.
Trgovski "natrijev hidroksid" je pogosto monohidrat z gostoto 1,829 g/cm3. Fizikalni in tehnični podatki zanj se lahko nanašajo nanj in ne na brezvodno spojino.

#### Kristalna struktura
NaOH in njegov monohidrat tvorita ortorombske kristale s prostorskima skupinama Cmcm (oS8) oziroma Pbca (oP24). Dimenzije osnovne celice monohidrata so a = 1,1825, b = 0,6213, c = 0,6069 nm. Atomi so razporejeni v hidrargilitu podobnem sloju z zgradbo /O Na O O Na O/... Vsak atom natrija je obdan s šest atomi kisika, tremi iz hidroksilnih anionov HO− in tremi iz molekul vode. Vodikovi atomi hidroksilov tvorijo močne vezi s kisikovimi atomi znotraj vsakega sloja O. Sosednji sloji O so med seboj povezani z vodikovimi vezmi med molekulami vode. 

### Kemijske lastnosti

#### Reakcija s kislinami
Natrijev hidroksid reagira z enoprotonskimi kislinami in tvori vodo in ustrezne soli. Primer: v reakciji  s klorovodikovo kislino nastaneta voda in natrijev klorid:
{\displaystyle {\ce {NaOH(aq) + HCl(aq) -> NaCl(aq) +H2O(l)}}}
Takšno nevtralizacijsko reakcijo se lahko zapiše z enostavno splošno ionsko reakcijo:
{\displaystyle {\ce {OH- (aq) + H+(aq) -> H2O (l)}}}
V tovrstni reakciji z močno kislino se sprošča toplota, torej je eksotermna. Takšne kislo-bazične reakcije se lahko uporabijo za titracije. Natrijev hidroksid se ne uporablja kot primarni standard, ker je higroskopen in absorbira ogljikov dioksid iz zraka.

#### Reakcija s kislimi oksidi
Natrijev hidrokskid reagira s kislinskimi oksidi, na primer z žveplovim dioksidom. Takšne reakcije se pogosto uporabljajo za izpiranje škodljivih kislih plinov, na primer SO2 in H2S, ki nastajata pri zgorevanju premoga in zato ne onesnažujeta ozračje:
{\displaystyle {\ce {2NaOH + SO2 -> Na2SO3 + H2O}}}
{\displaystyle {\ce {2NaOH + H2S -> Na2S + 2H2O}}}

#### Reakcija s kovinami in oksidi
Steklo počasi reagira z vodno raztopino natrijevega hidroksida in tvori topne silikate. Steklovina po dolgi izpostavljenosti postane motna.  NaOH pri sobni temperaturi železa ne najeda, ker železo nima amfoternih lastnosti (topno je samo v kislinah). Pri visokih temperaturah (nad  500 °C) lahko železo endotermno reagira z NaOH in tvori železov(III) oksid, kovinski natrij in plinasti vodik. Reakcija poteka zaradi nižje tvorbene entalpije železovega(III) oksida (−824.2 kJ/mol) v primerjavi v natrijevim hidroksidom (-500 kJ/mol). Rekacija je termodinamično bolj ugodna, čeprav zaradi njenih endotermnih lastnosti ne poteka spontano. Med raztaljenim NaOH in uprašenim železom poteka naslednja reakcija:
{\displaystyle {\ce {4Fe + 6NaOH -> 2Fe2O3 + 6Na + 3H2}}}
Nekaj prehodnih kovin lahko burno reagira z natrijevim hidroksidom. Leta 1986 se je v Združenem kraljestvu za prevoz 25% raztopine NaOH pomotoma uporabila avtomobilska cisterna iz aluminija, kar je povzročilo povišanje tlaka zaradi sproščanja vodika in poškodbo cisterne:
{\displaystyle {\ce {2Al + 2NaOH + 6H2O -> 2NaAl(OH)4 + 3H2}}}

#### Obarjalno sredstvo
V nasprotju z natrijevim hidroksidom, ki je dobro topen v vodi, so hidroksidi večine prehodnih kovin netopni, zato se natrijev hidroksid lahko uporabi za obarjanje hidroksidov prehodnih kovin. Nekateri kovinski hidroksidi so obarvani:
- bakrov – modro
- železov(II) – zeleno
- Železov(III) - rumeno

Cinkove in svinčeve soli se v prebitku natrijevega hidroksida raztapljajo in dajejo čiste raztopine  Na2ZnO2 oziroma Na2PbO2.
Aluminijev hidroksid se uporablja kot flokulant pri pripravi vode. Aluminijev hidroksid se pripravi iz aluminijevega sulfata z reakcijo z natrijevim hidroksidom ali natrijevim bikarbonatom:
{\displaystyle {\ce {Al2(SO4)3 + 6NaOH -> 2Al(OH)3 + 3Na2SO4}}}
{\displaystyle {\ce {Al2(SO4)3 + 6NaHCO3 -> 2Al(OH)3 + 3 Na2SO4 + 6CO2}}}

#### Saponifikacija
Natrijev hidroksid se lahko uporabi za bazično hidrolizo estrov (saponifikacija masti in olj), amidov in alkil halidov (haloalkani). Zaradi omejena topnosti natrijevega hidroksida v organskih topilih se namesto njega pogosto uporablja bolj topen  kalijev hidroksid (KOH). 
Prijemanje trdnega natrijevega hidroksida z golimi rokami ni priporočljivo, ker maščobe na površini kože pretvori v mila in uniči naravno začito kože pred delovanjem njega samega.

## Proizvodnja
Natrijev hidroksid se industrijsko proizvaja po različnih elektrolitskih postopkih, na primer z elektrolizo vodne raztopine natrijevega klorida, najpogosteje kot 50% vodna raztopina. V teh procesih nastaja tudi plinasti klor. Med elektrolizo vodne raztopine natrijevega klorida potekata naslednji reakciji:
{\displaystyle {\ce {2NaCl(aq) -> 2Na(s) + Cl2(g)}}}
{\displaystyle {\ce {2Na(s) + 2H2O(l) -> 2NaOH(aq) + H2(g)}}}
Trden natrijev hidroksid se proizvaja iz teh raztopin z izparevanjem vode. Kot tak je največkrat v obliki kosmičev, granul ali blokov.
Svetovna proizvodnja kalijevega hidroksida leta 2004 je bila ocenjena na 60 milijonov ton, potrebe pa na 51 milijonov ton.
Zgodovinsko se je natrijev hidroksid proizvajal z obdelavo natrijevega karbonata s kalcijevim hidroksidom z metatezo soli (natrijev hidroksid je topen v vodi, kacijev pa ne). Postopek se je imenoval kavstifikacija.
{\displaystyle {\ce {Ca(OH)2(aq) + Na2CO3(s) -> CaCO3 v + 2 NaOH(aq)}}}
Kavstifikacijo je v poznem 19. stoletju nadomestil Solvayev postopek, tega pa elektrolitski postopki, ki se še uporabljajo. Natrijev hidroksid se proizvaja tudi s spajanjem kovinskega natrija z vodo. Stranska produkta sta plin vodik in toplota, ki pogosto povzroči vžig.
{\displaystyle {\ce {2Na(s) + 2H2O(l) -> 2NaOH(aq) + H2(g)}}}
Ta reakcija se pogosto uporablja v akademskih okoljih za prikaz reaktivnosti alkalij. Postopek komercialno ni zanimiv, ker se kovinski natrij proizvaja z redukcijo ali alektrolizo natrijevih spojin, vključno z natrijevim hidroksidom.

## Raba
Natrijev hidroksid je v industriji priljubljena močna baza. Uporablja se v proizvodnji natrijevih soli in detergentov, regulator pH (dvigovanje pH in nevtralizacija kislin) in v organskih sintezah. Najpogosteje  se uporablja kot vodna raztopina,  ker je cenejša in je z njo laže ravnati.
Pri vrtanju nafte se natrijev hidroksid uporablja kot aditiv v vrtalni suspenziji, da dvigne pH in viskoznost bentonitne suspenzije in nevtralizira kisle pline (H2S, CO2), ki se lahko med vrtanjem sproščajo iz geoloških formacij.
Surova nafta slabe kakovosti vsebuje veliko nezaželenih žveplovih spojin, ki se lahko odstranijo z obdelavo z natrijevim hidroksidom. Postopek se imenuje kavstično pranje nafte. Natrijev hidroksid reagira s šibkimi kislinami, na primer z vodikovim sulfidom in merkaptani, in tvori nehlapne natrijeve spojine, ki se lahko odstranijo. Nastali produkti so toksični in jih je težko obdelati, zato je postopek v veliko državah prepovedan. Leta 2006 je postopek uporabljala singapurska multinacionalna družba Trafigura in toksične odpadne produkte odlagala na Slonokoščeni obali.
Natrijev hidroksid se uporablja tudi v naslednjih industrijskih postopkih:
- V industriji mila in detergentov se uporablja za proizvodnjo trdega mila, medtem ko se za proizvodnjo tekočega mila uporablja kalijev hidroksid.[23][24] Običajno se uporablja natrijev hidroksid, ker je cenejši in ima manjšo porabo.
- V čistilih za odtoke pretvarja mastne obloge v ceveh v milo, topno v vodi.
- V proizvodnji sintetičnih viskoznih vlaken.
- Približno 56% proizvedenega natrijevega hidroksida se porabi v industriji, od tega 25% v industriji celuloze in papirja.
- Natrijev hidroksid se je uporabljal v Bayerjevem postopku pridobivanja glinice iz boksita.
- Uporablja se tudi za razmaščevanje kovin, rafiniranje nafte in v sintezi barvil in belil.

### Proizvodnja celuloze
Raztopina natrijevega hidroksida in natrijevega sulfida (Na2S), znana kot sulfidna lužina, se v proizvodnji celuloze iz lesa uporablja za ločevanje lignina od celuloze. Natrijev hidroksid igra ključno vlogo tudi pri kasnejšem beljenju lesovine. Vsi procesi potekajo v zelo alkalnem okolju pri pH > 10,5.

### Razgrajevanje tkiv
Natrijev hidroksid na podoben način razgrajuje tudi tkiva, na primer poginule živali in klavniške odpadke. Proces poteka v avtoklavih pri povišani temperaturi. Končni produkt je kavi podobna tekočina. Edina preostala trdna snov so ostanki kosti, ki so izredno krhki in se zlahka zdrobijo.
Natrijev hidroksid je zaradi sposobnosti hidrolize proteinov zelo nevarna kemikalija. Na koži po nekaj minutah povzroči nevarne opekline, zato se mora takoj sprati z veliko tekoče vode. Na očeh so poškodbe še bolj resne in lahko povzročijo slepoto.

### Raztapljanje amfoternih kovin in spojin
Močne baze raztapljajo aluminij. Aluminij se v reakciji z natrijevim hidroksidom oksidira s kisikom iz vode, pri čemer se sprošča vodik. Končna produkta reakcije sta natrijev aluminat in vodik. V tej reakciji natrijev hidroksid deluje kot sredstvo za alkalizacijo raztopine, v kateri se aluminij lahko raztopi.
{\displaystyle {\ce {4Al + 4NaOH + 4H2O -> 4NaAlO2 + 3H2}}}
Natrijev aluminat je surovina za proizvodnjo aluminijevega  hidroksida, uporabnega v več industrijskih in tehničnih aplikacijah. Čisti (brezvodni) natrijev aluminat je bela kristalna snov z različnimi formulami: NaAlO2, NaAl(OH)4 (hidrirani), Na2O.Al2O3 ali Na2Al2O4. Tvorba natrijevega tetrahidroksoaluminata(III) ali hidriranega natrijevega aluminata je prikazana z naslednjo enačbo:  
{\displaystyle {\ce {2Al + 2NaOH + 6H2O -> 2 NaAl(OH)4 + 3 H2}}}
Reakcija je uporabna za jedkanje, odstranjevanje oksidov ali pretvarjanje polirane površine v površino s satenastim videzom. Površina aluminija se pri tem ne pasivira in se v ostrih vremenskih pogojih sčasoma poškoduje. 
V Bayerjevem postopku se je natrijev hidroksid uporabljal za  proizvodnjo glinice (Al2O3)  iz aluminijevih rud (boksit). Ker je glinica amfoterna, se raztaplja v natrijevem hidroksidu, nečistoče, na primer železovi oksidi,  pa so pri visokem pH manj topne in ostanejo v zelo alkalnem rdečem blatu. Glinica je surovina za proizvodnjo aluminija po elektroliznem Hall-Héroult postopku. 
Drugi amfoterni kovini sta cink in svinec, ki pri raztapljanju v natrijevem hidroksidu tvorita natrijev cinkat (Na2Zn(OH)4) oziroma natrijev plumbat (Na2O3Pb).

### Esterifikacija in transesterifikacija
Natrijev hidroksid se tradicionalno uporablja za proizvodnjo mila (saponifikacija). Za najprimernejšega je bil izbran že v 18. stoletju, ker je bilo trdo milo laže skladiščiti in prevažati kot tekoče.
V proizvodnji biodizla se uporablja kot katalizator za transesterifikacijo metanola in trigliceridov. Postopek deluje le z brezvodnim natrijevim hidroksidom, ker  bi se maščobe v kombinaciji z vodo spremenila v milo, onečiščeno z metanolom. NaOH se uporablja pogosteje kot KOH, ker je cenejši in je potrebna manjša količina. NaOH je tudi cenejši od KOH, ker se proizvaja iz kuhinjske soli.

### Priprava hrane
V proizvodnji hrane se natrijev hidroksid uporablja za pranje in kemično lupljenje sadja in zelenjave, v proizvodnji čokolade in kakava, vodotopnih karamelnih barvil, odstranjevanju perja s perutnine, proizvodnji brezalkoholnih pijač in zgoščevanje sladoleda. Oljke se pogosto namakajo v NaOH, da se zmehčajo. Preste in lužnati zvitki se pred pečanjem glazirajo z raztopino  natrijevega hidroksida, da postanejo hrustljave. Namesto njega se za domačo rabo pogosto uporablja natrijev karbonat (soda). Natrijev hidroksid ima oznako E524.
Med živila, obdelana z natrijevim hidroksidom, spadajo:
- Nemške preste se pred peko poširajo v vreli raztopini natrijevega karbonata ali hladni raztopini natrijevega hidroksida, kar jim daje edinstveno skorjo.
- Lužnata voda je bistvena sestavina skorje  tradicionalno pečenih kitajskih luninih kolačev.
- Večina kitajskih rumenih rezancev je narejena z lužnato vodo in ne z jajci, kot se običajno domneva.
- Ena od različic tradicionalne kitajske jedi zongzi (ali zong) dobi sladek okus zaradi lužnate vode.
- Natrijev hidroksid je kemikalija, ki želira jajčni beljak v proizvodnji stoletnih jajc.
- Nekatere metode priprave oljk vključujejo njihovo namakanje v alkalni lužini.[34]
- Filipinska sladica  kucinta je pripravljena z majhno količino lužnate vode, ki rižu izboljša okus in mu daje želatinasto konsistenco. Na podoben način se pripravlja sladica pici-pici (ali piči-piči), za katero se namesto riževe moke uporablja manioka.
- Ena od norveških jedi se imenuje lutefisk – lužnata riba.
- Bajgli se pred pečenjem pogosto kuhajo v lužnati vodi, da dobijo blestečo površino.
- Homini so posušena zrna koruze, predhodno namakana v lužnati vodi. Zrna znatno povečajo svojo prostornino. S cvrtjem se iz njih pripravijo koruzni oreški, lahko pa se posušijo in zmeljejo v  zdrob. Homini se v mehiški kuhinji uporabljajo za koruzne tortilje in tamale. Hominom podoben je nikstamal, za katerega se namesto natrijevega hidroksida uporablja kalcijev hidroksid.

### Čistilno sredstvo
Natrijev hidroksid se pogosto uporablja kot industrijsko čistilno sredstvo,  kjer ga pogosto imenujejo "jedka". V topli vodni raztopini se uporablja za  čiščenje procesne opreme, rezervoarjev itd. Hidroksid raztopi maščobe, olja  in vsedline, ki vsebujejo beljakovine. Uporablja se tudi za čiščenje odtočnih cevi v gospodinjstvih. Raztopini natrijevega hidroksida se lahko dodajo površinsko aktivne snovi, ki stabilizirajo raztopljene snovi in s tem preprečijo ponovno odlaganje. Natrijev hidroksid je pogosta sestavina sredstev za čiščenje posode  iz nerjavečega jekla in stekla in čistil za pečice. Alkalna (in kisla) čistilna sredstva so zelo agresivna in zahtevajo previdno ravnanje.
Natrijev hidroksid je pogosto sestavina detergentov za pranje delov industrijske opreme in spada med najbolj agresivne kemikalije. Detergenti vsebujejo tudi površinsko aktivne snovi, zaviralce korozije in protipenilce. Natrijev hidroksid je v zgodnjih devetdesetih letih nadomestil številna organska topila, na primer trikloroetan, prepovedan z Montrealskim protokolom. Čiščenje z natrijevim hidroksidom velja za okolju manj škodljivo v primerjavi s čiščenjem z organskimi topili.
Nekatera sredstva za ravnanje naravno skodranih las vsebujejo tudi natrijev hidroksid. Zaradi visoke incidence in kemičnih opeklin so začeli  proizvajalci v pripravkih, dostopnih povprečnim potrošnikom, uporabljati druge kemikalije. Pripravki z natrijevim hidroksidom so še vedno na voljo, vendar samo za profesionalce.
Vodna raztopina natrijevega hidroksida se tradicionalno uporablja za odstranjevanje starih barvnih premazov z lesenih predmetov. Metoda ni najbolj primerna, ker lahko poškoduje površino lesa in spremeni njegovo barvo.

### Priprava pitne vode
Natrijev hidroksid se včasih uporablja pri čiščenju vode kot sredstvo za dvig pH. Voda postane manj korozivna za vodovodne napeljave in zmanjša količino svinca, bakra in drugih toksičnih kovin, topnih v pitni vodi.

### Zgodovinska raba
Natrijev hidroksid se je uporabljal za odkrivanje zastrupitve z ogljikovim monoksidom. Vzorec krvi zastrupljene osebe je po dodatku nekaj kapljic raztopine natrijevega hidroksida spremenil rdečo barvo v živo rumeno rdečo. Zastrupitev z ogljikovim monoksidom se zdaj ugotavlja z CO oksimetrijo.

### Cementi, malte, betoni in injekcijske malte
Natrijev hidroksid se uporablja v nekaterih plastifikatorjih za cemente, ki pripomorejo k homogenizaciji, preprečujejo ločevanje peska in cementa in zmanjšajo zahtevano količino vode. Tako pripravljena malta, omet ali beton postanejo bolj uporabni.

### Eksperimentalno področje

#### Dokazovanje flavonoidov
Preskus z natrijev hidroksidom se uporablja za dokazovanje prisotnosti flavonoidov.

#### Poletno-zimsko shranjevanje toplote
Švicarski zvezni laboratoriji za gradiva in tehnologijo (EMPA) eksperimentirajo s koncentrirano raztopino NaOH kot medijem za sezonsko shranjevanje toplote na gospodinjski ravni. Če se trdnemu NaOH ali koncentrirani raztopini (pozimi) doda voda, se sprošča hidratacijska toplota, in obratno: če se razredčeno raztopino segreva (poleti), izpareva voda in koncentracija NaOH raste. Absorbirana toplota se pretvarja v latentno kemično energijo.

#### Moderator nevtronov
Seaborg načrtuje jedrski reaktor, v katerem bi se kot moderator nevtronov uporabljal NaOH.

## Varnost
Enako kot jedke kisline in alkalije tudi raztopine natrijevega hidroksida  razgrajujejo proteine in lipide v živih tkivih. V procesu potekata hidroliza  amidov in hidroliza estrov, ki imata za posledico kemične opekline. Zaradi toplote, ki se sprošča v teh procesih, lahko NaOH povzroči tudi toplotne opekline. Opekline na očeh lahko povzročijo trajno slepoto. V prisotnosti vode, na primer vodne pare, postane korozivna tudi trdna alkalija. 
Jedke lastnosti natrijevega hidroksida zahtevajo pri vsakem rokovanju z njim   nošenje zaščitne opreme – gumijastih rokavic, ustreznih oblačil in zaščitnih očal. Standardna prva pomoč po stiku s kožo in očmi je spiranje z veliko tekoče vode, ki mora trajati najmanj 15 minut.
Med raztapljanjem natrijevega hidroksida v vodi se sprošča veliko toplote, ki lahko povzroči vžig vnetljivih snovi. Še več toplote se sprošča v reakcijah s kislinami.
Natrijev hidroksid rahlo razjeda steklo, kar povzroča težave predvsem na obrušenih veznih delih  laboratorijske steklovine. Natrijev hidroksid korodira tudi več kovin, na primer aluminij, pri čemer se sprošča vnetljiv in eksploziven vodik.
{\displaystyle {\ce {2Al + 6 NaOH -> 3 H2 + 2 Na3AlO3}}}
{\displaystyle {\ce {2Al + 2 NaOH + 2 H2O -> 3 H2 + 2 NaAlO2}}}
{\displaystyle {\ce {2Al + 2 NaOH + 6 H2O -> 3 H2 + 2 NaAl(OH)4}}}

## Skladiščenje
Ravnanje z natrijevim hidroksidom, zlasti v razsutem stanju, zahteva veliko pozornosti. Upoštevati se mora vsa navodila za shranjevanje in varnost delavcev in okolja. 
Na laboratorijski ravni se NaOH običajno hrani v steklenicah. Transportira se v majhnih so srednje velikih vsebnikih, skladišči pa v stacionarnih rezervoarjih s prostornino do 400.000 litrov. Med gradiva, odporna na natrijev hidroksid, spadajo nizkotlačni polieten (HDPE, običajno), zamreženi polieten (XLPE, manj pogosto), ogljikovo jeklo, polivinilklorid (PVC), nerjaveče jeklo in plastika, ojačana s steklenimi vlakni (FRP z odporno oblogo).
Vsebniki morajo biti zračno tesni, da NaOH ne more absorbirati vlage in kislih plinov iz zraka.

## Zgodovina
Natrijev hidroksid so prvi proizvedli izdelovalci mila. Postopek za njegovo pridobivanje je zapisan v receptu za pridobivanje mila v arabski knjigi Al-mukhtara` fi funun min al-suna` (Iznajdbe iz različnih industrijskih umetnosti) iz 13. stoletja, ki jo je napisal jemenski kralj al-Muzafar Jusuf ibn `Umar ibn `Ali ibn Rasul (umrl 1295). Angleški kemik in arheolog Henry Ernest Stapleton (1878–1962) je predstvil dokaze, da je perzijski alkimist in zdravnik Muhammad ibn Zakariya al-Razi (854–925) poznal natrijev hidroksid.
Arabski recept je zahteval večkratno prehajanje vode skozi mešanico alkalij (arabsko al-qily, pri čemer je qily pepel rastlin,  bogatih z natrijem; al-qily je bil torej nečisti natrijev karbonat) in apna (kalcijev oksid, CaO), pri čemer je nastala raztopina natrijevega hidroksida. Temu receptu so sledili tudi evropski proizvajalci mila. 
Ko je leta 1791 francoski kemik in kirurg Nicolas Leblanc (1742–1806) patentiral postopek za masovno proizvodnjo natrijevega karbonata (soda), je ta produkt nadomestil naravno sodo iz rastlinskega pepela. V 20. stoletju je kemične postopke zamenjala elektroliza natrijevega klorida (kuhinjska sol).

## Vir
- Haynes, William M., ur. (2011). CRC Handbook of Chemistry and Physics (92. izd.). CRC Press. ISBN 978-1439855119.